# 1871 год в литературе

## Книги
- «Алиса в Зазеркалье» — сказка Льюиса Кэрролла.
- «Ба! знакомые все лица. Рифмы Дебютанта (Скорбного поэта)» — сборник юмористических произведений Гавриила Жулёва.
- «Единственный» — произведение М. Е. Салтыкова-Щедрина.
- «Закалённые» — произведение Марка Твена.
- «Золотая шайка» (La Clique doree) — детективный роман Эмиля Габорио.
- «Кармилла» — готическая новелла ирландского писателя Джозефа Шеридана Ле Фаню.
- «Карьера Ругонов» — роман Э. Золя, первый в цикле «Ругон-Маккары»
- «Лес» — пьеса А. Н. Островского (первая публикация в журнале «Отечественные записки»).
- «На ножах» — роман Н. С. Лескова.
- «Не всё коту масленица» — пьеса А. Н. Островского.
- «Песни перед восходом солнца» — поэтическое произведение Алджерона Чарльза Суинберна.
- «Смех и горе» — повесть Н. С. Лескова.

## Родились
- 18 июня — Эберхард Кёниг, немецкий писатель, драматург (умер в 1949).
- 10 июля — Марсель Пруст (Marcel Proust), французский писатель, автор многотомного романа «В поисках утраченного времени» (умер в 1922).
- 11 августа — Энё Хельтаи, венгерский драматург, писатель, поэт (умер в 1957).
- 27 августа — Теодор Драйзер (Theodore Herman Albert Dreiser), американский писатель (умер в 1945).
- 21 августа — Леонид Николаевич Андреев, русский писатель (умер в 1919).
- 30 октября — Поль Валери (Paul Ambroise Valéry), французский писатель (умер в 1945).
- Стивен Крэйн, американский писатель (умер в 1900).
- Эдит Аллейн Синнотт, австралийская писательница—эсперантистка (умерла в 1947).
- Байрам Шахир, туркменский советский народный поэт (умер в 1948).

## Умерли
- 26 февраля — Теодосий Икономов, болгарский драматург, писатель, публицист (родился в 1836).
- 21 марта — Фёдор Михайлович Решетников, русский писатель (родился в 1841).
- 9 апреля — Николай Иванович Кроль, русский поэт, прозаик, драматург и публицист (родился в 1823).
- 22 апреля – Мельхиор Мейр, немецкий поэт и писатель (род. в 1810).
- 16 сентября — Ян Эразим Воцель, чешский поэт и драматург (родился  в 1802).
- 5 октября — Александр Николаевич Афанасьев, собиратель русских народных сказок (родился в 1826).